# Pedro Aguirre Cerda
Pedro Abelino Aguirre Cerda, född 6 februari 1879 i Pocuro, Valparaíso, död 25 november 1941 i Santiago, var en chilensk politiker. Han var Chiles president från 1938 till sin död 1941.

## Biografi
Aguirres föräldrar var lantbrukare. Efter lärarstudier började han 1900 arbeta vid Universidad de Chile, och 1904 tog han examen i juridik. Därefter fortsatte han sina studier vid Sorbonne och Collège de France i Paris 1910–14. Politiskt tillhörde han det radikala partiet. Mellan januari och september 1918 var han justitieminister, samt 1920–21 och 1924 inrikesminister under Arturo Alessandri Palma. Han var även ledamot av deputeradekammaren 1915–21, och därefter senator 1921–27.
År 1938 valdes Aguirre till president, som ledare för en folkfront bestående av socialistpartiet, kommunistpartiet och fackföreningarna. Aguirres presidentskap har jämförts med Franklin D. Roosevelts i USA: hans politiska program innehöll bland annat statliga åtgärder för att stimulera ekonomin, och jordbruksreformer som skulle gynna den fattiga bondeklassen. Majoriteten av dessa förslag kom dock att blockeras av liberaler och konservativa, som innehade majoritet i parlamentet. Vissa reformer, bland annat en expansion av utbildningssystemet, kunde dock genomföras.